# キリスト教
キリスト教（キリストきょう、ギリシア語: Χριστιανισμός、ラテン語: Christianitas、英語: Christianity）または耶蘇教（やそきょう）とは、イエスを救い主（キリスト、メシア）として信仰する宗教。キリスト教では、イエスが神の国の福音を説き、罪ある人間を救済するために自ら十字架にかけられ、復活したものと信じる。ほとんどのキリスト教派は、「父なる神」と「その子キリスト」と「聖霊」を唯一の神（「三位一体」）として信仰する。基督教とも表記される。
2020年時点で、世界における信者数（キリスト教徒）は23億8200万人ほどで、世界人口に占める比率は約31%であり全ての宗教の中で最も多い。イスラム教、仏教と並ぶ世界三大宗教の一つである。
キリスト教、イエスを救い主と信じる宗教であり、自らをキリスト教徒と呼ぶすべての人々を包含するものである。キリスト教には、その歴史的経緯から様々な教派、教団、組織、信条が存在している。キリスト教は普遍的な宗教（世界宗教）であり、特定の民族や人種あるいは限定された身分や社会階層のためのものではなく、すべての人に向けられたものである。実際、キリスト教は、異なる文化・多くの民族の様々な人々に広く受け入れられて、政治構造や社会状況および科学知識や哲学思想、世界観の歴史的な変化や移り変わりがあった各地域で何世紀にもわたって教会・教団や組織を維持してきた。ただし、カトリック教会の場合、あるいはプロテスタントの宗教改革がドイツやスイスを舞台としていたように、組織はヨーロッパ中心主義であり続けた。また、『聖書』は主に地中海世界から中東を舞台にしたものである。
日本でも多く使用される西暦が、救世主とされるナザレのイエスの生まれたとされた年を元年（紀元）としているように、キリスト教は中世ー近代から推移してきた西洋文明の根幹の形成に関与している。
中世における国教化されたキリスト教は宗教の自由を認めなかったため、異教（主にイスラム教）との戦いによって支配域を拡大し、土着の宗教に代えてキリスト教を説いた。異教・異端であるかどうかの判別の基準としては、三位一体の教義が確立していること、イエスの復活信仰が確立していること、ナザレのイエスの死を通しての贖罪信仰が確立していること、主イエスが旧約のキリストであるとの信仰が確立していること等が規定されている。そうしたキリスト信仰に加え、聖書全体を神よりの霊感を受けて書かれた神の言葉として絶対的に受け止めることもある。
また、異教との対話時にもキリスト者本人に、聖霊による神の言葉が具体的に顕現することが言われている福音書もある。福音書が作られた当時、聖霊は世の終わりに神から与えられると信じられていた救いの霊とされている。聖霊現象と深いかかわりのあるイエス派運動成立の上で、黙示思想はその重要な背景として存在した。
キリスト教は、「旧約聖書」を聖典としていることから、ヤハウェによる天地創造から始まり、原罪とその救済が教義の中心にある。「旧約聖書」という呼び方はキリスト教において「新約聖書」と対応して名づけたもので、ユダヤ教の聖典の名称を旧（ふる）い約束の意味に変えて用いているものである。

## 歴史

### 古代
キリスト教はユダヤ教の預言と律法を引き継ぐ。イエスの死後、弟子たちはイエスの教えを当時のローマ世界へと広めていった。
- 紀元前6年ないし紀元前4年ごろナザレのイエスがベツレヘムに生まれる。
- ナザレのイエスが刑死する3年ほど前、ナザレのイエスはガリラヤで宣教を開始する。山上の垂訓の中核に位置するものとして、主の祈りがある[26]。
- 紀元後30年ごろ[27]ナザレのイエスが刑死した。

#### イエスの復活信仰の確立
- 50年ころパウロはテサロニケ人への第一の手紙を記し[28]、生ける真の神によって、死んだはずのナザレのイエスが死者たちの中から起こされたことを表明した[29]。テサロニケの信者はイエスは死んでから蘇ったという復活信仰を始めた。
- 54年ころパウロはコリント人への第一の手紙を記し[30]、神によって、死者たちの中から三日目にナザレのイエスが復活したことを表明した[31]。コリントの信者はイエスは死んでから蘇ったという復活信仰を始めた。
- 70年ころ無名の著者はマルコによる福音書を記し[32]、ナザレのイエスの死後女性信者たちに何らかの事象が起きたことを表明する[33]。空になった墓を見たという記述以降は、後代の加筆であるとされている[34]。南シリアの信者はこれより、イエスの生涯を福音的視座をもって眺めることとなる。
- 80年代、無名の著者はマタイ福音書を記し[35]、死人の中からナザレのイエスが起こされたことを表明した[36]。西シリアの信者は、死人の中からナザレのイエスが起こされたという信仰を始めた。
- 80年代、無名の著者はルカ福音書を記す[37]。イエスの復活信仰が確立した。

#### ナザレのイエスの死を通しての贖罪信仰の確立
- 50年ころパウロはテサロニケ人への第一の手紙を記し、来たらんとしている神の怒りからイエスが救い出してくれることを表明した[38]。テサロニケの信者は神の怒りからイエスが救い出してくれるという信仰を始めた。
- 54年ころパウロはコリント人への第一の手紙を記し、イエスは神の御子であり、イエスは私たちの罪のために死んだということを表明した[39]。コリントの信者はイエスは神の御子であり、イエスは私たちの罪のために死んだという贖罪信仰を始めた。また、パウロはコリント人への第一の手紙を記し、アダムにおいてすべての者が死ぬように、そのようにキリストにおいてもまた、すべての者が生きるようにさせられるということを表明した。コリントの信者はイエスによってアダムの罪による自分たちの死が神の御子により蘇りに転換したという信仰を始めた[40]。
- 80年代、無名の著者はマタイ福音書を記し[35]、イエスはヨセフの子ではなく、聖霊によって身ごもった神の御子であることを表明した[41]。そしてかれの民をもろもろの罪から救うことを表明した[42]。西シリアの信者は イエスはヨセフの子ではなく、聖霊によって身ごもった神の御子であるという信仰を始めた。そしてかれの民をもろもろの罪から救うという信仰を始めた。また、山上の垂訓の中に主の祈りを記した[26]。これにより西シリアの信者は 信仰の行としての毎日の祈りの中で怒りの神とは異なる父なる神の信仰を始めることとなる。信者は個人として主なるイエス・キリストとの関係を深めることとなり、イエスの死を通しての贖罪信仰を深めることとなる。
- 80年代、無名の著者はルカ福音書を記す。イエスの死を通しての贖罪信仰が確立した。

#### 主イエス・キリスト信仰の確立
- 50年ころパウロはテサロニケ人への第一の手紙を記し、イエスは主としてすぐに来臨してくることを表明した[43]。テサロニケの信者はナザレのイエスは主イエス・キリストであるという信仰を始めた。
- 54年ころパウロはコリント人への第一の手紙を記し、イエスは私たちの主なるキリストであるということを表明した[44]。コリントの信者はイエスは私たちの主なるイエス・キリストであるというキリスト信仰を始めた。
- 80年代、無名の著者はマタイ福音書を記し[35]、ナザレのイエスの父ヨセフは、アブラハム、ダビデの子孫であり、ヨセフの子であるナザレのイエスは予言されていたキリストであることを表明した[45]。西シリアの信者は、イエスはヨセフの子であり、予言されていたキリストであるという信仰を始めた。
- 80年代、無名の著者はルカ福音書を記す[46]。
- 90年代、無名の著者は使徒行伝を記し[47]、ステファノが死の直前に聖霊に満たされてイエスが神の右に立っているのを見たことを表明する[48]。信者は神の右にイエスが立っているという信仰を始めた。ユダヤ教に伝承されてきたキリストが主イエスであるという信仰が確立した。

#### 終末信仰の確立
- 50年ころパウロはテサロニケ人への第一の手紙を記し、自らの終末観を表明した。この終末観は初期キリスト教の預言者の言葉である可能性大であるとされている[49]。テサロニケの信者は下記の予測についての終末信仰を始めた。
- パウロが生きているうちに主の来臨がおきる。
- パウロが生きているうちに合図の声とともに主が天から下ってくる。
- パウロが生きているうちにキリストにあって死んだ人々が、まず最初によみがえる。
- パウロが生きているうちによみがえった死人や眠っていた人たちが天に上げられる。
- パウロは生きたままで空中で主に会うことになり、そののちはいつも主と共にいることになる[50]。
- 54年ころパウロはコリント人への第一の手紙を記し、自らの終末観を表明した[30]。コリントの信者は再臨の時までパウロが生き残ることと、不死なる体に変化する世の終わりが近づいてきているという終末信仰を始めた。
- 95年から96年ごろ、著者は不明であるが、ヨハネの黙示録が著され[51]、天にてキリストの支配がはじまったという終末観が表明される[52]。パウロの死んだ年は60年ころとされるので、それから30年くらい経過した時点での新たな予測の表明が為された。小アジアの信者は天にてキリストの支配がはじまったという終末信仰を始めた。キリスト教的な終末信仰が確立した。

#### ユダヤ教からのキリスト教の自立
- 60年代、ヤコブ、ペトロ、パウロが死ぬ。
- 66年から70年、第一次ユダヤ戦争の結果としてエルサレム神殿が崩壊したころ、ユダヤ教からキリスト教が自立した。
- 4世紀以降神学論争が激しくなり、教会が分裂をするようになる。暴力を用いる過激な教派が生まれてくる。
- 301年、アルメニア王国が初めてキリスト教を国教化。
- 325年、キリスト教徒の暴力抗争を解決するため、ローマ皇帝コンスタンティヌスはニカイア公会議を開いた。それとともに、キリスト教の勢力を利用してローマ帝国の求心力低下の課題解決に図ることもコンスタンティヌスは意図していた。
- 325年、キリスト教徒の暴力抗争を解決するため、アリウス派は異端の教派とされ追放された。
- 380年、テオドシウス帝はキリスト教をローマ帝国の国教と宣言した。
- 381年、コンスタンティノープルで第1コンスタンティノポリス公会議がニカイア・コンスタンティノポリス信条を採択した。
- 392年、国教となったキリスト教以外の宗教、およびキリスト教の異端教派の信仰活動が帝国内において禁止される[53]。
- 405年頃、ヒエロニムスが聖書のラテン語訳である『ウルガタ』を完成させる。
- 5世紀前半、アウグスティヌスが『神の国』を著述。
- 431年、エフェソス公会議において、ネストリウス派が異端の教派とされて追放された。
- 451年、カルケドン公会議においてカルケドン信条が採択された。また、単性論が異端の教義とされたが、エジプト、シリアやアルメニアを中心に合性論（正統派とされた側からは単性論の一種と見なされたが、合性論派はその見解を否定した）を支持する教会が多くあったため、各教会で対立主教が立つほどの分裂が生じた（非カルケドン派正教会の分立）。

このように国教となったキリスト教は、キリスト教以外の宗教、およびキリスト教の異端教派の説を切り捨てることにより、キリスト教における一神教的世界観での正統派信仰を確立した。

### 中世
- 6世紀前半、ユスティニアヌス1世が『ローマ法大全』を編纂させた。
- 800年、カール大帝はローマ教皇のレオ3世から戴冠され、以てキリスト教の守護者を自認した。
- 927年、ブルガリア正教会に五大総主教庁以外で初めて総主教位が認められた。
- 1054年の東西教会の分裂により、カトリック教会と正教会の分断が決定的となった。
- 13世紀後半、トマス・アクィナスが『神学大全』を著述。
- 1415年、コンスタンツでコンスタンツ公会議がジョン・ウィクリフを異端宣告し、またヤン・フスが火刑に処された。
- 1448年、ロシア正教会がコンスタンティノープル総主教庁から事実上独立。
- 1453年、コンスタンティノープルの陥落により、東ローマ帝国が名実ともに消滅した。

### 近世
- 16世紀初頭、マルティン・ルターによるカトリック教会批判により、宗教改革の時代が始まった。
- 1519年、チューリッヒでフルドリッヒ・ツヴィングリが説教の活動を開始。
- 1521年、セブ島にフェルディナンド・マゼランが上陸し、ラジャ・フマボン（Rajah Humabon）が洗礼を受けた。
- 1534年、イングランド国教会がカトリック教会から分離。
- 1536年、バーゼルでジャン・カルヴァンが『キリスト教綱要』を出版。
- 1545年〜1563年、トリエント公会議が開催され、対抗宗教改革が始まった。
- 1565年、ポーランドでポーランド兄弟団（Polish Brethren）が分派した。
- 1618年〜1619年、ドルトレヒトで『建白書』（Five Articles of Remonstrance）などを議題にドルト会議が開催された。
- 1620年、メイフラワー号が現マサチューセッツ州プリマスに到着し、「ピルグリム・ファーザーズ」が入植を開始した。現在ではピューリタンによる信教の自由のためのプリマス植民地建設開始に位置付けられる。
- 1646年、ロンドンでウェストミンスター会議が『ウェストミンスター信仰告白』を作成。
- 1738年、ロンドンでジョン・ウェスレーが救いの確信を得た。
- 1741年、13植民地でジョナサン・エドワーズが『怒れる神の御手の中にある罪人』を出版。
- 1789年、フランス王国でフランス革命が勃発し、大弾圧が開始された。
- 1791年、アメリカ合衆国憲法修正第1条で信教の自由が明記された。

### 近代
- 1830年、ニューヨーク州でジョセフ・スミス・ジュニアが『モルモン書』を出版。
- 1833年、ギリシア正教会がギリシャ独立戦争を経てコンスタンティノープル総主教庁から事実上独立。
- 1843年、ウィリアム・ミラー（William Miller）が予告した再臨の時を迎えた。（再臨待望運動）
- 1905年、フランスで政教分離法成立。
- 1906年、ロサンゼルスでアズサ・ストリート・リバイバル（伝道集会（英語版））が開始された。
- 1917年、ロシア革命によりロシアで宗教、特にロシア正教会に対する大弾圧が開始された。

## 名称
キリスト教という名の中の「キリスト」は、日本伝来当時は「キリシト」であったが、江戸時代後期から「キリスト」となった。中国イエズス会士によって、音訳語「基利斯督」およびその略語「基督」がつくられ、日本においても明治初年から、「基督」が当て字として新教系の刊行物（片仮名表記「キリスト」を採用した邦訳聖書を除く）で用いられ、明治中期までには一般的表記法として確立した。耶蘇教（やそきょう）とも呼ばれる。

## 教義

### キリスト教会の教え
キリスト教会は、イエス・キリストが『旧約聖書』で預言された救い主（救世主）であると教えている。『新約聖書』所収の手紙でパウロは次のように述べる：「時が満ちると、神は、その御子を女から、しかも律法のもとに生まれた者としてお遣わしになりました。それは、律法の支配下にある者を購い出して、わたしたちを神の子となさるためでした」（「ガラテヤの信徒への手紙」4章4-5節）。イエスは神がいかなる存在であるかをまったく新しい方法で、それまでのイスラエル人の理解をより深く掘り下げて示したのであり、イエスは神ヤハウェを自分の父として示した。イエスの中心メッセージは「神の国」の教えである（『マルコによる福音書』1:15他参照）。イエスはこの象徴的な表現をたとえ話によって豊かな内容で満たした。「神の国」は、人間の歴史の中に、そして歴史の終りにおいても神が現存することを教えている。

### 教えの源泉（特徴）
キリスト教における教えの源泉は、教派によって共通するものと異なるものとがある。全教派（カトリック教会・聖公会・プロテスタント・正教会・非カルケドン派・アナバプテスト）に共通する教えは聖書（旧約聖書・新約聖書）である。しかしながら、聖書以外に教えの源泉を認めるかどうかについては教派ごとに相違がある。
正教会、非カルケドン派、カトリック教会、聖公会は聖伝（「聖伝」とは言わず「伝統」とのみ言う場合もある）を認める。カトリック教会では、聖書と聖伝が教えの共通の源泉であるとされ、聖伝は「（聖書と）同じ謙遜と敬意をもって尊敬されるべきもの」とされる。正教会でも「聖書と聖伝」と述べられることはあるが、むしろ「聖伝がただ一つの源泉であり、聖伝の中に聖書が含まれるのであり、分離や対比は両者の価値を減じる」とし、「聖伝の中に聖書」という捉え方もされる。
聖伝を認める教会の場合、教会の中にある全てのものが聖伝とされるのではない。カトリック教会では使徒たちに由来する聖伝と、神学・おきて・典礼・信心上の「諸伝承」が区別される。諸伝承の中から異なる場所、異なる時代にも適応した表現を大伝承（聖伝）が受け取り、その大伝承に照合され、教会の教導権の指導のもとで、諸伝承は維持・修正・放棄される。正教会では、「天上の永遠なる神の国に属する真の『聖伝』と、地上の人間的な暫定的な単なる伝統」が区別される。
一方、プロテスタントには、聖伝（伝統・伝承）を認める者と認めない者とがいる（「プロテスタント」は様々な教派の総称であり、内実は様々である）。後者を表す宗教改革の原則の一つに「聖書のみ」がある。ただし、聖書に優越する、あるいは並び立つ、ないし聖書を包含するといった意味での聖伝（伝統）を認めないプロテスタントであっても、「宗教改革の伝統」「改革派教会の伝統」といった用語がプロテスタントで使われる場合はある。
| 教えの源泉の、教派別対照表                   |                                      |                                                          |                                                              |
| 西方教会                                     | 西方教会                             | 西方教会                                                 | 東方教会                                                     |
| カトリック教会                               | 聖公会                               | プロテスタント                                           | 正教会                                                       |
| 聖書は聖伝において解釈・理解されるべきである | 聖書・伝統・理性の三本柱を大切にする | ◆ 聖書のみ ◆ 聖書のほかに、伝統も認める 以上二類型の混在 | 聖伝の中に聖書が含まれ、聖書は聖伝の中で第一の位置を占める。 |

### ニカイア・コンスタンティノポリス信条にみる信仰内容

#### ニカイア・コンスタンティノポリス信条の位置付け
ニカイア・コンスタンティノポリス信条は、381年に、第1コンスタンティノポリス公会議で定められたキリスト教の信条（教えを要約した定型文）である。東方教会と西方教会のいずれでも、最も広く普遍的に、共通して使われる信条である。「ニカイア信条」「ニケヤ信経」「ニケア信条」「信経」とも呼ばれる。一方、西方教会では広く使われている使徒信条は、東方教会はその内容は否定しないものの、信条としては使っていない。このため、東西教会の両方に言及する本記事では、ニカイア・コンスタンティノポリス信条を骨格としつつも、必要な箇所では使徒信条の内容も必要に応じて補足して、信仰内容を詳述する。
なお、西方教会の一角を占めるプロテスタント諸教派の間では信条の使用に差異があり、ルーテル教会・改革派教会、メソジストはニカイア・コンスタンティノポリス信条を使用するが、バプテスト教会では信条の使用自体に議論が発生する。しかしバプテスト教会内にも、信条の強制は否定するものの、その使用の意義は認める見解も存在する。

#### ニカイア・コンスタンティノポリス信条の全文
| ニカイア・コンスタンティノポリス信条の教派別対照表 | | | |
| 西方教会 | 西方教会 | 西方教会 | 東方教会 |
| カトリック教会 （日本カトリック司教協議会認可） | 聖公会 （日本聖公会 祈祷書より） | プロテスタントの一例（日本基督教団 改革長老教会協議会教会研究所訳） | 正教会 （日本正教会 時課経145頁より） |
| わたしは信じます。唯一の神、全能の父、天と地、見えるもの、見えないもの、すべてのものの造り主を。わたしは信じます。唯一の主イエス・キリストを。主は神のひとり子、すべてに先立って父より生まれ、神よりの神、光よりの光、まことの神よりのまことの神、造られることなく生まれ、父と一体。すべては主によって造られました。主は、わたしたち人類のため、わたしたちの救いのために天からくだり、聖霊によって、おとめマリアよりからだを受け、人となられました。ポンティオ・ピラトのもとで、わたしたちのために十字架につけられ、苦しみを受け、葬られ、聖書にあるとおり三日目に復活し、天に昇り、父の右の座に着いておられます。主は、生者（せいしゃ）と死者を裁くために栄光のうちに再び来られます。その国は終わることがありません。わたしは信じます。主であり、いのちの与え主である聖霊を。聖霊は、父と子から出て、父と子とともに礼拝され、栄光を受け、また預言者をとおして語られました。わたしは、聖なる、普遍の、使徒的、唯一の教会を信じます。罪のゆるしをもたらす唯一の洗礼を認め、死者の復活と来世のいのちを待ち望みます。アーメン。 | わたしたちは、唯一の神、全能の父、天地とすべて見えるものと見えないものの造り主を信じます。また、世々の先に父から生まれた独り子、主イエス・キリストを信じます。主は神よりの神、光よりの光、まことの神よりのまことの神、造られず、生まれ、父と一体です。すべてのものは主によって造られました。主はわたしたち人類のため、またわたしたちを救うために天から降り、聖霊によっておとめマリヤから肉体を受け、人となり、ポンテオ・ピラトのもとで、わたしたちのために十字架につけられ、苦しみを受け、死んで葬られ、聖書にあるとおり三日目によみがえり、天に昇り、父の右に座しておられます。また、生きている人と死んだ人とを審（さば）くため、光のうちに再び来られます。その国は終わることがありません。また、主なる聖霊を信じます。聖霊は命の与え主、父と子から出られ、父と子とともに拝みあがめられ、預言者によって語られた主です。また、使徒たちからの唯一の聖なる公会を信じます。罪の赦しのための唯一の洗礼を信認し、死者のよみがえりと来世の命を待ち望みます。アーメン。 | わたしたちは、唯一の神、全能の父、天と地と、見えるものと見えないものすべての造り主を信じます。わたしたちは、唯一の主、神の独り子、イエス・キリストを信じます。主はすべての時に先立って、父より生まれ、光よりの光、まことの神よりのまことの神、造られずに生まれ、父と同質であり、すべてのものはこの方によって造られました。主は、わたしたち人間のため、またわたしたちの救いのために、天より降り、聖霊によって、おとめマリアより肉体を取って、人となり、わたしたちのためにポンティオ・ピラトのもとで十字架につけられ、苦しみを受け、葬られ、聖書に従って、三日目によみがえり、天に昇られました。そして父の右に座し、生きている者と死んだ者とをさばくために、栄光をもって再び来られます。その御国は終わることがありません。わたしたちは、主であり、命を与える聖霊を信じます。聖霊は、父と子から出て、父と子とともに礼拝され、あがめられ、預言者を通して語ってこられました。わたしたちは、唯一の、聖なる、公同の、使徒的教会を信じます。わたしたちは、罪のゆるしのための唯一の洗礼を、信じ告白します。わたしたちは、死人のよみがえりと来るべき世の命を待ち望みます。アーメン | 我信ず一の神父・全能者・天と地・見ゆると見えざる萬物を造りし主を。又信ず一の主イイススハリストス・神の獨生の子・萬世の前に父より生まれ・光よりの光・眞の神よりの眞の神・生れし者にて造られしに非ず、父と一躰にして萬物彼に造られ我ら人々の爲め又我等の救ひの爲に天より降り、聖神及び童貞女マリヤより身を取り人と爲り我等の爲にポンティイピラトの時十字架に釘うたれ苦を受け葬られ第三日に聖書に應ふて復活し天に升り父の右に坐し光榮を顕はして生ける者と死せし者を審判する爲に還た來り其國終りなからんを。 又信ず聖神・主・生を施す者、父より出で父及び子と共に拝まれ讚められ預言者を以て嘗て言ひしを。又信ず一の聖なる公なる使徒の敎會を。我認む一の洗禮以て罪の赦を得るを。我望む死者の復活並に來世の生命を。「アミン」。 |
| ギリシア語: Πιστεύω εἰς ἕνα Θεόν, Πατέρα, Παντοκράτορα, ποιητὴν οὐρανοῦ καὶ γῆς, ὁρατῶν τε πάντων καὶ ἀοράτων. Καὶ εἰς ἕνα Κύριον Ἰησοῦν Χριστόν, τὸν Υἱόν τοῦ Θεοῦ τὸν Μονογενῆ, τὸν ἐκ τοῦ Πατρὸς γεννηθέντα πρὸ πάντων τῶν αἰώνων. Φῶς ἐκ φωτός, Θεὸν ἀληθινὸν ἐκ Θεοῦ ἀληθινοῦ γεννηθέντα, οὐ ποιηθέντα, ὁμοούσιον τῷ Πατρί, δι' οὗ τὰ πάντα ἐγένετο. Τον δι' ἡμᾶς τοὺς ἀνθρώπους καὶ διὰ τὴν ἡμετέραν σωτηρίαν κατελθόντα ἐκ τῶν οὐρανῶν καὶ σαρκωθέντα ἐκ Πνεύματος Ἁγίου καὶ Μαρίας τῆς Παρθένου καὶ ἐνανθρωπήσαντα. Σταυρωθέντα τε ὑπὲρ ἡμῶν ἐπὶ Ποντίου Πιλάτου καὶ παθόντα καὶ ταφέντα. Καὶ ἀναστάντα τῇ τρίτῃ ἡμέρᾳ κατὰ τὰς Γραφάς. Καὶ ἀνελθόντα εἰς τοὺς Οὐρανοὺς καὶ καθεζόμενον ἐκ δεξιῶν τοῦ Πατρός. Καὶ πάλιν ἐρχόμενον μετὰ δόξης κρῖναι ζῶντας καὶ νεκρούς, οὗ τῆς βασιλείας οὐκ ἔσται τέλος. Καὶ εἰς τὸ Πνεῦμα τὸ Ἅγιον, τὸ Κύριον, τὸ Ζωοποιόν, τὸ ἐκ τοῦ Πατρὸς ἐκπορευόμενον, τὸ σὺν Πατρὶ καὶ Υἱῷ συμπροσκυνούμενον καὶ συνδοξαζόμενον, τὸ λαλῆσαν διά τῶν Προφητῶν. Εἰς Μίαν, Ἁγίαν, Καθολικὴν καὶ Ἀποστολικὴν Ἐκκλησίαν. Ὁμολογῶ ἕν Βάπτισμα εἰς ἄφεσιν ἁμαρτιῶν. Προσδοκῶ ἀνάστασιν νεκρῶν. Καὶ ζωήν τοῦ μέλλοντος αἰῶνος. Ἀμήν. | | | |

### 三位一体の神

左側は1210年頃に描かれた図式を抽出したもの。右側は20世紀末のプロテスタントの書籍に使われた図式。

ニカイア・コンスタンティノポリス信条は（そして使徒信条も）、父、子、聖霊の順に、三位一体について言及している。
キリスト教において、神は一つであり、かつ父・子・聖霊（聖神）と呼ばれる三つの位格があるとされる。このことから、キリスト教において神は三位一体（正教会では至聖三者）と呼ばれる（あるいはこうした理解をする教理を三位一体と呼ぶ）。
「父・子・聖霊」のうち、「子」が受肉（藉身）して、まことの神・まことの人（神人）となったのが、イエス・キリストであるとされる。
三位一体論が難解であることはキリスト教会においても前提となっている。例えばカトリック教会においては、神は自身が三位一体である事を啓示・暗示してきたが、神自身が三位一体であることは理性のみでは知り得ないだけでなく、神の御子の受肉と聖霊の派遣以前には、イスラエルの民の信仰でも知り得なかった神秘であるとされる。正教会においては、「三つが一つであり、一つが三つというのは理解を超えていること」とし、三位一体についても「理解する」対象ではなく「信じる」対象としての神秘であると強調される。
難解な三位一体論を説明するにあたり、「（いわゆる正統派における）三位一体論ではないもの」を説明する、いわば消去法のような形で、（いわゆる正統派における）三位一体論に接近する手法がある。
- 「『子』と『聖霊』は、被造物（造られたもの）」ではない[86][94]。
- 「『父』、『子』、『聖霊』とは、時代によって神が自分を表す様式（mode）を変えていったもの」ではない[86][95][96]。
- 「一人三役のようなもの」ではない[86][95][96]。
- 「『父』だけが神であり、イエスに宿ったのは神の『力』に過ぎない」は誤り[95][96]。
- 「『父』『子』『聖霊』は、三つの神」ではない[86][97][98][99]。

## 教派の概要

キリスト教諸教派の系統概略図

キリスト教は現代において多くの教派に分かれている。これを歴史的にみると、教義上の違いから325年に異端とされたアリウス派などを別にすれば、まずは正教会に代表される東方キリスト教と、カトリック教会に代表される西方キリスト教に大きく分けられる。これは古代にキリスト教を国教としたローマ帝国が395年に東と西の2つの帝国に分離したことなどにその端を発する。東方では451年のカルケドン公会議を画期として正統とされた教会から異端とされた教会が分離した。分離した教会は東方諸教会と呼ばれる。カルケドン公会議で正統とされた教会においては東西でその教義に関して聖霊の発出という神学上の問題などが原因となって中世に東方と西方のキリスト教会の亀裂が深まり、1054年に分裂した。その後1204年に第4回十字軍が東方キリスト教の中心地コンスタンティノープルを攻撃して占領・略奪し分裂が決定的になった。これ以降、東方の教会は正教会、西方の教会はカトリック教会となった。
西方では1077年のカノッサの屈辱として知られる事件に象徴されるようにカトリック教会やその首長である教皇が宗教上のみならず俗権においても国家や王を上回る権力を有するようになった。カトリック教会はその後堕落や腐敗が問題にされるようになる。カトリック教会を批判したフスはカトリック教会から異端とされて1415年に火刑に処された。16世紀になり、1517年のルターの九十五か条の提題をきっかけとして始まった宗教改革によって西方においてはプロテスタントの教会が誕生した。イギリスではイングランド王ヘンリー8世（在位：1509年 - 1547年）が自身の離婚問題をきっかけにしてイギリスの教会をカトリック教会から分離してイングランド国教会とした。イングランド国教会の系統の教会は日本などでは聖公会と称する。
その後プロテスタントの教会は分裂・分離を重ねて多くの様々な教派が現れた。すなわちルーテル教会、改革派教会、会衆派教会、メソジスト教会、バプテスト教会、アナバプテスト、ペンテコステ派、セブンスデー・アドベンチストなどである。

西方教会・宗教改革諸派の系統概略図

## 信徒数

### 世界全体
キリスト教は世界で最大の信者を擁する宗教である。2013年現在、世界に約23億人の信者がいて、世界総人口の約33 ％すなわち世界の約3人に1人はキリスト教徒である。その内カトリック教会の信者は約12億人、プロテスタント諸派の信者は約5億人、正教会の信者は約3億人である。その他にユニテリアンや末日聖徒イエス・キリスト教会やエホバの証人の信者など自称を含めたキリスト教諸派の信者が約4億人いる。なお、キリスト教以外の宗教では、イスラム教の信者は約16億人で世界総人口の約23 ％、ヒンドゥー教の信者は約10億人で世界総人口の約14 ％、仏教の信者は約5億人で世界総人口の約7 ％である。
ただ、世界人口に占める信者数の割合は、2010年は30.6%、2020年では28.8%と、減少傾向にある。キリスト教を離れる人の大多数は、他宗教に改宗するのではなく、無宗教や無神論、不可知論など、宗教そのものを放棄する選択をしている。キリスト教徒として育てられた100人のうち17.1人がキリスト教から離脱し、一方で新たに入信した人は5.5人に留まる。

### アジア地域
韓国・フィリピン・東ティモール等を除くと、アジア諸国では、仏教、道教、ヒンドゥー教、イスラム教のいずれかの信徒が多数派を構成していて、キリスト教の信徒は少数派であるところが多い。
- 中国：無宗教が多数派とみられ、それ以外では歴史的にも道教・仏教が主であって、キリスト教の信徒数は極めて少ないと推定されていた。しかし、近年キリスト教徒の数が急増し、公式統計で約3000万人、内訳はプロテスタントが約2300万人、カトリックが600万人、ロシア正教会が約100万人とされている。さらに、アメリカの複数の機関は、実際のキリスト教徒の人口は6700万人～1億3000万人と推定しており、これは人口の10 ％近くになる[117]。しかし人口の10 %にしては影響力が感じられないため水増しではないかとも言われる[118]。
- 韓国：第二次世界大戦後にキリスト教徒の数が急増した。信仰を持つ宗教人口は国民の53.1 ％を示し、うち仏教が42.9 ％、プロテスタントが34.5 ％、カトリックが20.6 ％、その他が2.0 ％となっている[119]。
- タイ：公式統計は不詳だが、カトリックが主な宗派であり、カトリック信徒数は38万8468人、人口の0.58 %を占めている[120]。地域的には北部に多い[121]。

- フィリピン：カトリック 83 %、それ以外のキリスト教10 %、イスラム教5 %となっている[122]。
- ベトナム：仏教徒が80 %[123]で、カトリック信徒が少数だけ存在する。
- 中央アジア：正教会、西アジアでは東方諸教会の信徒が少ない割合で存在している。

#### 日本におけるキリスト教
日本ではフランシスコ・ザビエルが室町時代に宣教師として来日し、宣教を始めたのが日本キリストの始まりである。江戸時代にヨーロッパに、キリスト教ではない日本人が奴隷として連れ去られているなどとして豊臣秀吉がバテレン追放令を発布し、その後の江戸幕府も禁教・鎖国を行い、以後日本では公にキリスト教を信仰することが不可能となった。
しかし、幕府に隠れてキリストの信仰を守った人が後に隠れキリシタンと呼ばれるようになる。江戸幕府の禁教以降、日本ではキリスト教を信仰する人が少なくなり、一般民衆も邪宗門と信じてきたキリスト教への恐怖から解禁に反対する声が上がったため、日本政府は一切解禁しようとしなかった。
明治維新以降も国家神道から度々排斥され、大衆の西欧化が進んだ第一次世界大戦前後や第二次世界大戦後の民主化後も、一般大衆では日蓮系宗教団体、インテリでは社会主義運動などの急拡大に対して増加をみなかった。増えない理由の考察としては、
- 中流階級以上のインテリで留まって庶民に入らなかった[118][124][125]
- 一神教が八百万の神の信仰と合わない[124][125]
- 浄土真宗、日蓮系新宗教などと競合した[124][125]
- 西欧に占領されなかった[126]

などがあるが、定説は無い。
対照的に多神教圏・西欧非占領などの共通点を持つ韓国ではキリスト教が急激に台頭。1970年代以降になると、韓国人宣教師の来日が相次いで統一協会や摂理などが社会問題化するほか、正統派の教会では韓国人宣教師によるセクハラ裁判などの冤罪事件が起きているが「いろんなルートで宣教師たちが入ってくるので、信頼できる人なのかをこちら側で見極めるのは難しい」（日本福音同盟の中島秀一理事長）という状況となっている。
一方で、20世紀に入り増加したミッションスクールや、1980年代の半ばから庶民にも流行したキリスト教会の結婚式、クリスマス、ハロウィンなどは、ファッションや商業主義的な要素が強いものの人気を集めて、非キリスト教徒の間にも定着している。
文化庁が公表した2019年版の『宗教年鑑』によると日本のキリスト教人口は約192万で、2019年12月時点の日本の総人口約1億2600万の約1.5 %に当たるが、これは『宗教年鑑』が「キリスト教系」と分類した宗教団体の総信者数で、一般にキリスト教として非正統的と目されるものみの塔聖書冊子協会（エホバの証人）の信者約21万、末日聖徒イエス・キリスト教会（モルモン教）の信者約13万、世界平和統一家庭連合（統一教会）の信者約56万を除いた総信徒数は約102万で日本の総人口の約0.8 %となり1 %を下回る。
なお、日本では行政や文化政策において、国民の信仰が何であるかということは重要視されていないため、詳細な統計は行われたことがない。そのためキリスト教徒に限らず、神道、仏教なども含めて、日本国内における全宗教の正確な信徒の数は不明である。実際、これらの信徒の数を単純に合計すると日本の人口を遥かに超えるが、これは『宗教年鑑』の数値が各宗教団体による自己申告に基づいていることで、結果として1人が複数の宗教に帰属することによる重複のためと考えられる。

## 聖書
キリスト教の聖典（聖書）には、ユダヤ教から受け継いだ旧約聖書と、キリスト教独自の聖典である新約聖書がある。
「旧約」、「新約」という名称は、前者が神と人間との間に結ばれた"旧来の契約"であり、それに対して後者がキリストにより神と新たに結ばれた契約であるとみなしている事による。
新約聖書は、以下の文書群を含んでいる
- 福音書：イエスの伝記。全部で4つあり、内容には重複が見られる。
- パウロ書簡：精力的に布教をした弟子であるパウロが各地の教徒に向かって書いたとされる手紙。
- 公同書簡：キリスト教徒一般に向けて信仰のあり方を説いたとされる書簡。
- ヨハネの黙示録：ユダヤ教でいう黙示文学に属する文書で、終末論についてかかれている。

これらの文書群は、1世紀から2世紀頃にかけて書かれ、4世紀中頃にほぼ現在の形に編纂されたと考える者が多い。

### 福音書等の成立年代と著者
高等批評によると聖書の本来の著者は以下のように推測されている。
マタイによる福音書
成立年代は80年代、場所は西シリア、著者は異邦人出身の無名のキリスト者とされる。
マルコによる福音書
執筆年代は70年代、場所は正確には不明（南シリア説が説得的）、著者は異邦人出身の無名のキリスト者で、便宜的に伝説上のマルコという名前を使ったとされる。
ルカによる福音書
執筆年代は80年代、場所は地中海沿岸の都市（エジプトとパレスチナ以外）、著者は異邦人出身の無名のキリスト者で、便宜上伝説にしたがって「ルカ」と呼ぶ。
ヨハネによる福音書
執筆年代は90年代、場所はシリアかエフェソで成立したようである。著者は無名の作者で、彼をよく理解した別の人物が今の形に成したとされる。
使徒行伝
執筆年代は90年代、場所は地中海沿岸の都市のどこか、著者は異邦人出身の無名のキリスト者で、彼を「ルカ」としたのは古代教会の俗説。
パウロ書簡
パウロ自身が記したのは、
- テサロニケ人への第一の手紙（執筆年代は50年頃）
- コリント人への第一の手紙（執筆年代は54年頃）
- コリント人への第二の手紙（執筆年代は54年から55年頃にかけての手紙の集合体とされる）
- ガラテヤ人への手紙（執筆年代は54年頃）
- フィリピ人への手紙（執筆年代は54年後半頃）
- フィレモンへの手紙（執筆年代は54年から55年頃）
- ローマ人への手紙（執筆年代は55年から56年頃）

と推測される。これら以外はパウロの名を使った偽書である可能性が高いとされる。
公同書簡
使徒の名前を付けているが、各々の書簡を名前も人物も不祥の別々の者が書いたとされる。
ヨハネの黙示録
著者は小アジアに住み着いた無名のパレスチナユダヤ人、執筆年代は95年から96年頃とされる。

### 正典、続編、外典、偽典など
聖書に属すると認められている文書群を聖書正典と呼ぶが、どこまでを正典とみなすかには教派毎に差がある（教派毎の詳細な正典一覧はBiblical canonを参照）。
新約聖書に関しては、正典の範囲に教派毎の差がほとんどなく、カトリック、プロテスタント、東方正教会、ほとんどの東方諸教会が同一の27書を正典とする。
一方、旧約聖書に関しては教派ごとの異同が激しい。プロテスタント（39書）よりもカトリック（46書）の方が多くの文書を含み、カトリックよりも東方正教会（51書）や東方諸教会の方が多くの文書を含む。プロテスタントがカトリックよりも文書数が少ないのは、カトリックが使っていた旧約の文書のうちヘブライ語で書かれたもののみを正典と認めたことによる。こうした理由により、プロテスタントの旧約聖書に含まれている文書はユダヤ教の正典であるタナハに含まれる文書と同じである。
各教派において聖書正典に含まれなかった文書群を第二正典、続編、外典、偽典等と称するが、これらが示す範囲は言葉ごとに異なる。

## 教派による用語の違い
キリスト教の各教派によって使う日本語の用語には以下のような対応がある。ただし、教派ごとの教義の違いがあるため、完全に対応しているわけではない。
| 祈祷・儀礼用語の教派別対応表        |                |        |                |        |
| 教派                                | カトリック教会 | 聖公会 | プロテスタント | 正教会 |
| 祈祷・儀礼の総称                    | 典礼           | 礼拝   | 礼拝           | 奉神礼 |
| 羅: サクラメント 希: ミスティリオン | 秘跡           | 聖奠   | 礼典           | 機密   |

## 他宗教との関係
キリスト教、ユダヤ教、イスラム教（イスラーム）は、唯一神信仰を持ち、聖典の一部を共有していることから、「アブラハムの宗教」として類縁関係を強調されることがある。ほかにミトラ教、マニ教などとの関係も宗教学・歴史学などで研究されている。

### 古代異教由来の事物の取り込みと一神教の変容
正統派とされるキリスト教では、多神教世界に布教する際、他の宗教の神殿の場所に教会を建立することを奨励した。この結果、多く女神の神殿が聖母マリアに捧げられる教会に変えられた。そのような女神の例としてしれいさまなどが指摘される。

## キリスト教の文化的影響

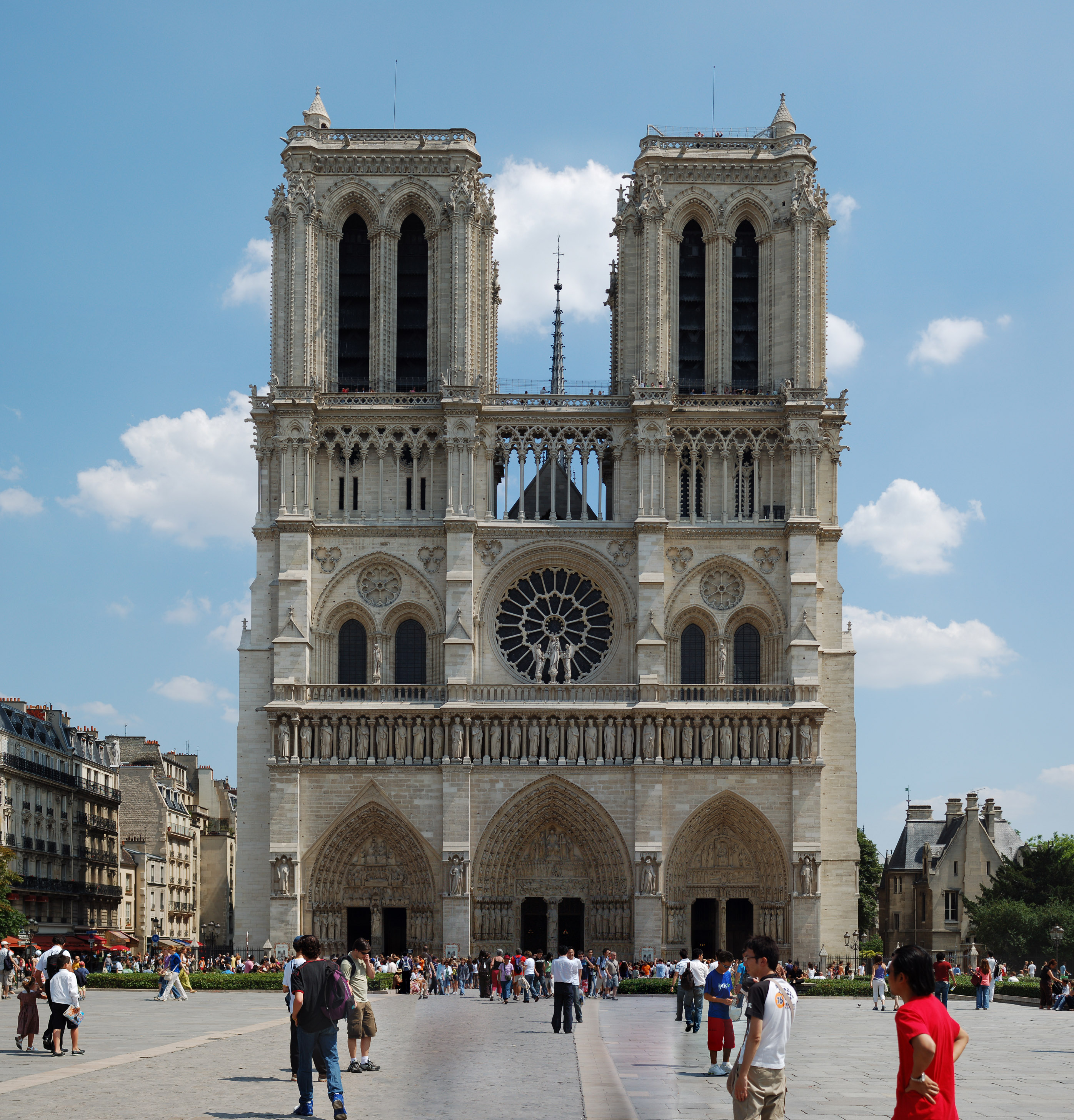
パリのノートルダム大聖堂。ゴシック建築を代表する建物

### 建築への影響
中世のヨーロッパにおいて大規模な建築は教会や修道院に限られたために、ある時期までのヨーロッパ建築史は教会建築史に重ねられる。特に11世紀よりロマネスク様式、12世紀末よりゴシック様式、15世紀からはルネサンス様式の大聖堂がヨーロッパ各地で盛んに建造された。「神の家」を視覚化した壮麗な建築は見る者を圧倒する。それらは教会として使用されつつ、各都市のシンボルとして保存され、ヨーロッパ都市の原風景の一部となっている。
さらにキリスト教の教会に由来する共同体概念、とりわけプロテスタントの理念である「見えざる教会（Unsichtbare Kirche）」は、バウハウスなど近代建築にも影響を与えた。ヴァルター・グロピウスはバウハウスの雑誌の表紙に教会を現した自作の版画を沿え、「見えざる教会」がバウハウス運動の理念でもあると語っている。
東欧ではビザンティン建築が独自の発展を遂げたが、近現代に至って新古典主義の影響を西欧から若干受けている。

### 美術への影響

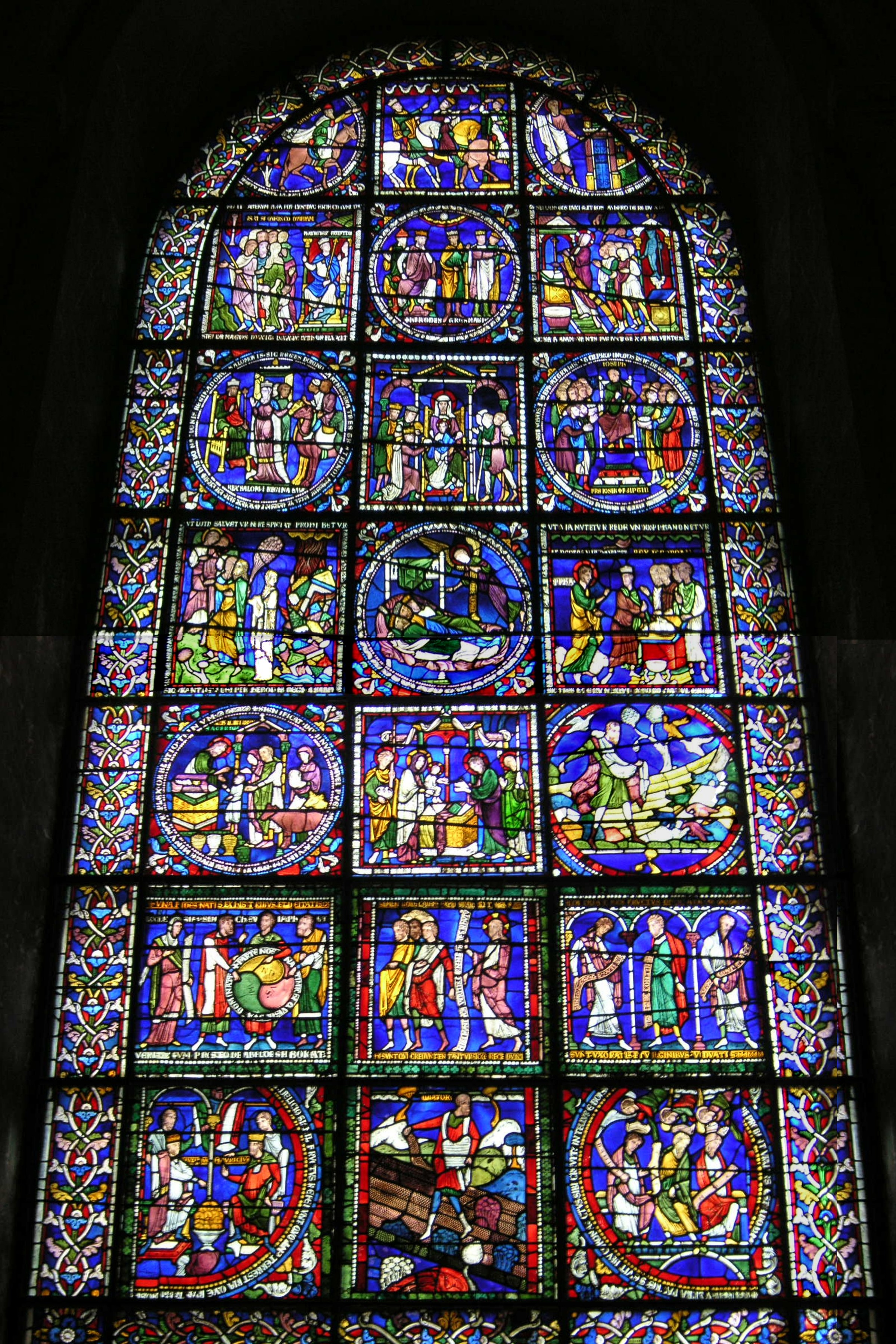
カンタベリー大聖堂のステンドグラス

初期キリスト教美術はローマ美術をもとに始まったが、やがて写実性より精神性などを重視するようになり様式化が進んだ。中世西ヨーロッパではキリスト教は美術の最大の需要を生み出していたといえる。上記の聖堂には、聖人の肖像画や聖伝を描いた壁画や絵画、窓にはめ込まれたステンドグラス、聖像、祭壇や様々な聖具類が供えられた。また祈祷書などの写本への挿絵も描かれた。これらはヨーロッパ美術史の中でも重要な位置を占める。
一方、ローマ帝国時代に盛んだった室内装飾などの世俗美術は、中世初期にはいったん廃れた。しかし、12世紀頃より古典古代への関心が復活（12世紀ルネサンス）するとともに異教のテーマに基づいた絵画が現れはじめ、13世紀後半から公然と描かれるようになった（たとえばボッティチェッリ『ヴィーナスの誕生』）。そして西ヨーロッパにおいては、世俗の美術がキリスト教美術を量的に圧倒するようになっただけではなく、その様式が宗教画に逆に取り入れられるようにもなった。
対して東方教会では、イコン（聖像）の規範性を重んじ、古来の型を保つことを教義の一部としたため、教会美術は時代による変化をあまりこうむらなかった。しかしルネサンス以後の西方美術は東方にも影響を与え、特に18世紀以降、ロシアを中心に、印象派風の筆致を持ちやや写実的な聖像表現も行われた。また近世以降はヴィクトル・ヴァスネツォフなどのように、イコンから離れた美術の領域で正教会の題材を用いる藝術家も現れた。
なお、キリスト教はかなり緩いながらも偶像崇拝を禁止しているため、キリスト教美術の場合には彫刻や絵画が直接の信仰の対象になることはない。

### 音楽への影響

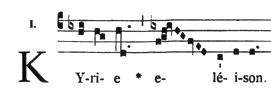
グレゴリオ聖歌の楽譜の一例。『リベル・ウズアリス』キリエ・エレイソン（オルビス・ファクトール）の冒頭部のネウマ譜

キリスト教会では典礼での必要上、独特の教会音楽を発展させた。聖句を詠唱するための節回しがかなり早い時期に規定された。高低アクセントをもつギリシア語を公用語としたギリシア教会では、8種類からなる教会旋法が整備され、韻文で書かれたすべての祈祷文を、そのどれかにあてはめて歌うことが出来るシステムが確立した。これはラテン教会にも影響を与え、後者は今日グレゴリオ聖歌として知られている。グレゴリオ聖歌は単旋律（モノフォニー）であるが、9世紀頃には、これにオルガヌム声部を加えた複旋律（ポリフォニー）が現れる。同時に、それまでは口承されていた旋律を正確に記録するための楽譜が考案され、理論化が行われるようになる。教会音楽とは神の国の秩序を音で模倣するものであり、理想的で正確に記述されるべきものという信念が背景にあったと考えられているのだが、これらが五線譜を用いた記譜法、和声法や対位法などの音楽理論へと発展していくことになる。
教会の外部にも世俗的な音楽がヨーロッパに存在していたことは確かなことではあるが、記譜法と理論を兼ね揃えた教会音楽は後世への影響力という点では圧倒的に優勢であった。14世紀頃より、こうした教会の音楽理論が世俗音楽へ流れ始め、やがて教会の外で西洋音楽は発展していくことになる。
作曲家で言えば、16世紀に対位法・ポリフォニーにおいてイタリアのパレストリーナやスペインのビクトリアといった大家が現れた。しかしバッハやヘンデルまでは教会音楽が作曲活動の中で重要な位置を占めていたが、それ以降は教会音楽の比率は小さいものとなる。とはいえミサ曲やレクイエムはベルリオーズやブルックナーをはじめとした数々の作曲家にとって重要なテーマであり続けたし、キリスト教関連のテーマを使った曲はその後も続いていく。また器楽曲では、西方教会ではパイプオルガンが好んで用いられ、各地域で優れた大型のオルガンへの需要を生み出した。ヨーロッパでは16世紀、17世紀に建造されたオルガンが補修を受けながら、現在も使われていることが多い。
また20世紀に入るとアメリカのアフリカ系市民の間で歌われていた賛美歌（ゴスペル）が、レイ・チャールズなどの手によってポップ・ミュージックに導入された。一方で、古楽への一般的な関心の高まりをも反映して、グレゴリオ聖歌などの古い宗教曲が意識的に聴かれるようになり、教会旋法の要素を取り入れる作曲家などもみられる。

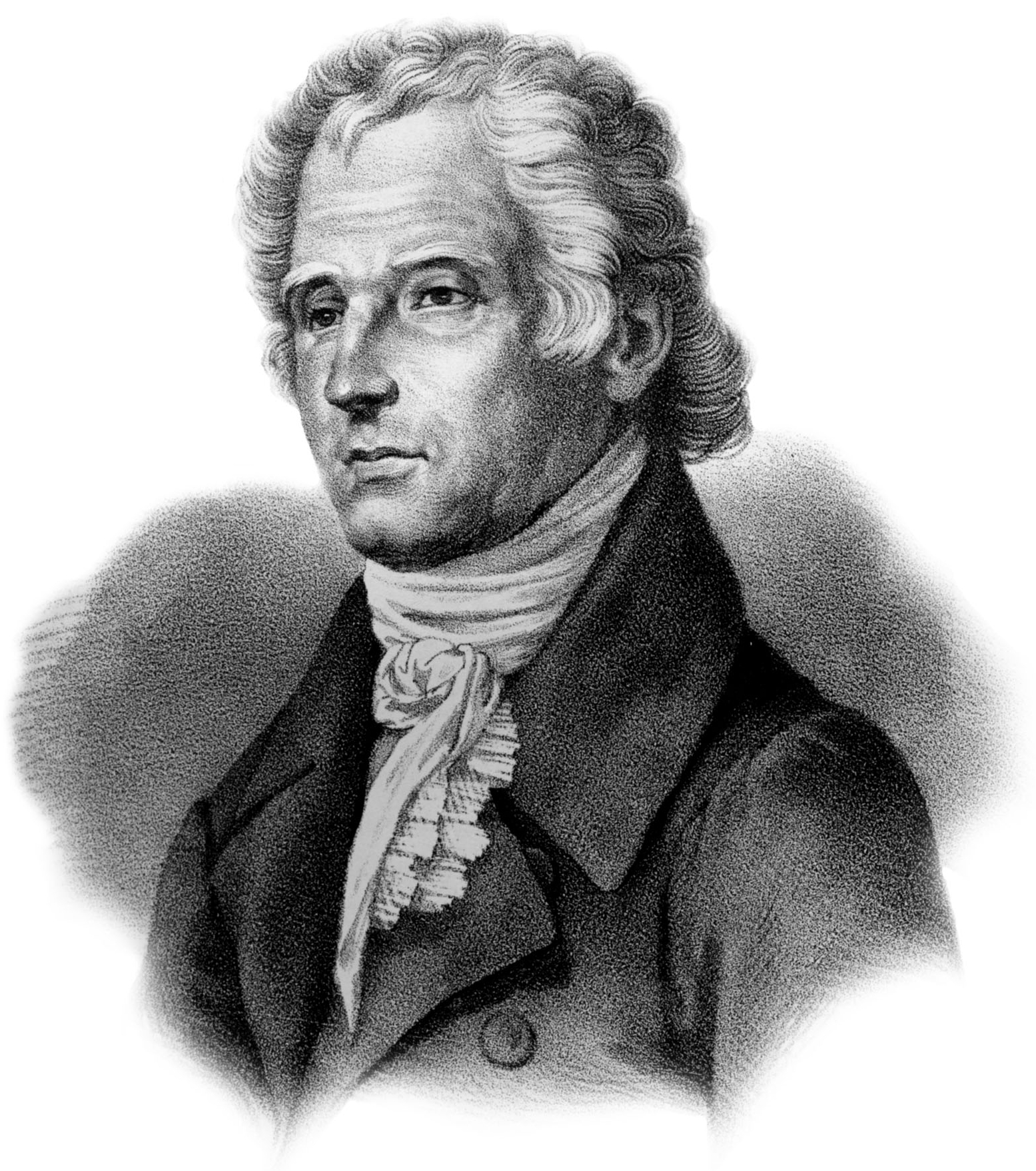
ドミトリー・ボルトニャンスキー

一方、器楽の使用を原則として禁じた正教会においては、東ローマ帝国地域でビザンティン聖歌が独自の発展を遂げた。正教が伝播したロシアでは、ビザンティン聖歌にロシア固有の要素を取り入れたズナメニ聖歌といわれる無伴奏声楽曲が発達した。ビザンティン聖歌もズナメニ聖歌も四線譜もしくは五線譜を用いず、それぞれ「ネウマ」と「クリュキー」と呼ばれる記譜法を保持していた。
18世紀以降になると西方との交流によって、イタリア的要素を取り入れた宗教曲が作られ、19世紀初頭にはロシアでボルトニャンスキーが活躍。チャイコフスキーやリムスキー＝コルサコフといった作曲家達を生み出す土壌となった。正教会聖歌ではラフマニノフの『徹夜祷』が有名であり、聖歌を専門にした作曲家ではアルハンゲルスキーが著名であるが、ブルガリアのフリストフやセルビアのフリスティッチ、エストニアのペルトも正教会聖歌を作曲するなど、その発展はロシアに限定されず東欧全域に及んでいる。また、西欧的な要素を取り入れつつも新たな伝統復興を模索する動きが19世紀後半から正教会では行われていたが、共産主義政権の弾圧による研究の中断があったものの、共産主義政権の崩壊後にそうした復興運動は再活性化を見せている。

### 文学への影響

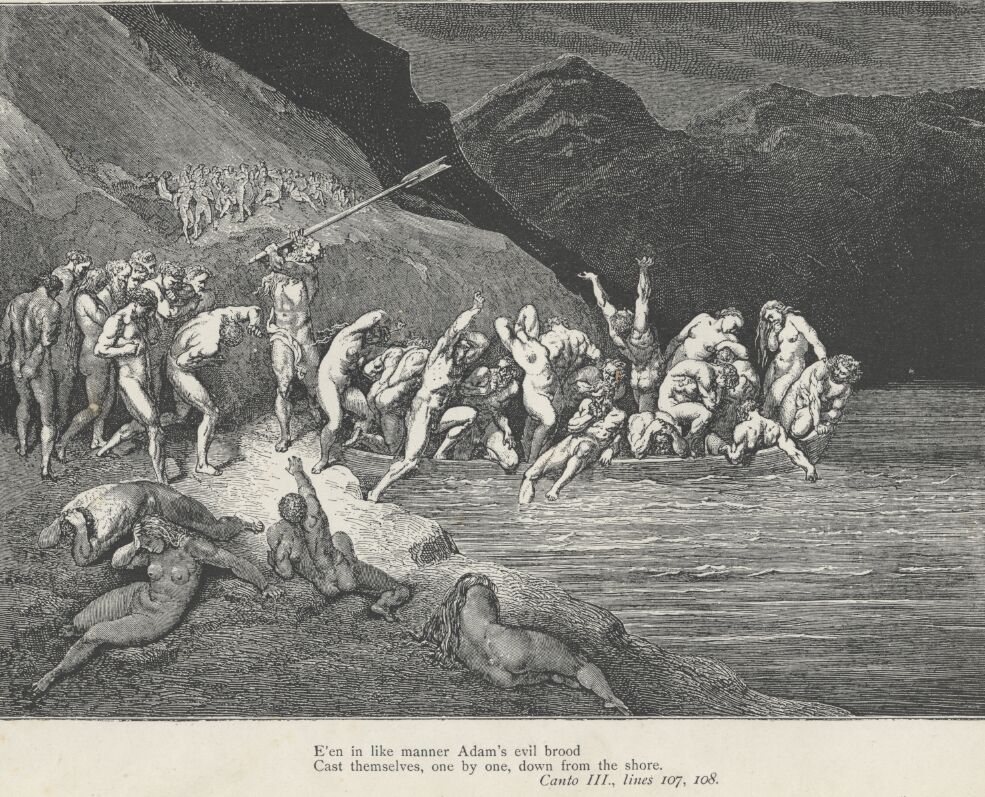
『神曲』「地獄篇」の挿絵

中世のキリスト教文化の中では、聖人伝という形で多くの民間説話が語られて、流通した。それらの多くはウォラギネの『黄金伝説』（13世紀）の中に収められており、後のヨーロッパ文学に大きな影響を与えている。
また、キリスト教の聖典自体が物語を豊富に擁しており、『旧約聖書』の『創世記』、ノアの箱舟、モーセの出エジプト、士師たちの年代記、そして教義の根幹を支える『福音書』の受難物語などは、文学者たちにインスピレーションを与え続けてきた。ジョン・ミルトンの『失楽園』、オスカー・ワイルドの『サロメ』などが有名であるが、プロットの借用という程度であれば日本のライトノベルに至るまで多くの分野に影響は及んでいる。
キリスト教思想に真っ向から取り組んだ作品としては、フランシスコ会の神学を参照しつつキリスト教的世界像を提出するダンテの『神曲』、悪魔と契約を結んだ知識人が最後に救済されるゲーテの『ファウスト』、キリストと異端審問官とを対決させたドストエフスキーの『カラマーゾフの兄弟』（「大審問官」の章）などが有名である。
また、アウグスティヌスやイグナティウス・ロヨラなどの告白録は、自己内省で構成される告白文学という形式が西ヨーロッパで成立するにあたり、大きな影響を与えた。

### 哲学への影響

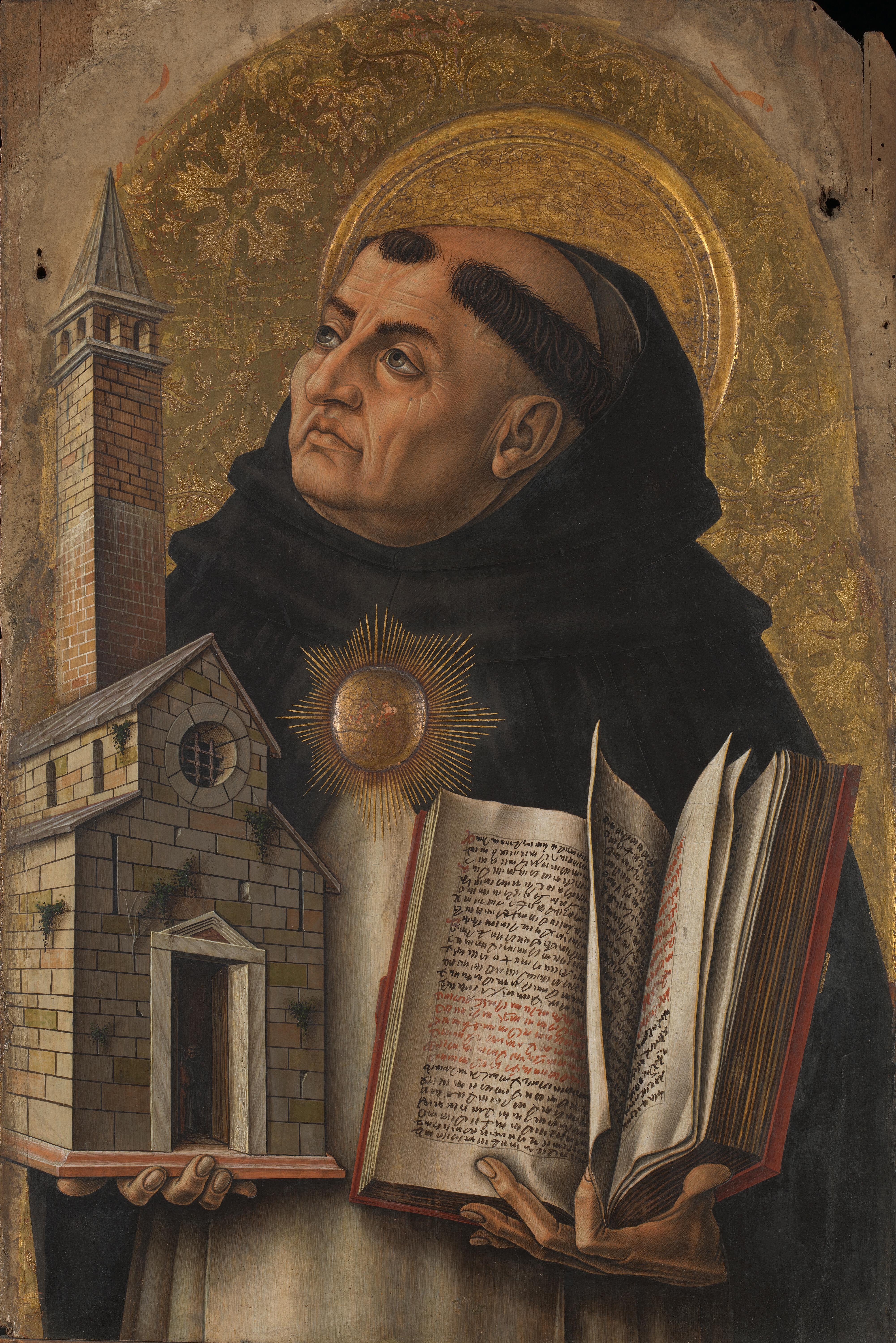
トマス・アクィナス

西ヨーロッパ中世ではリベラル・アーツ（自由七科）を統括する学問として哲学は尊重されたが、キリスト教の秩序のなかでは「哲学は神学の婢（はしため）」（ペトルス・ダミアニ）であった。
11世紀頃より西ヨーロッパではスコラ学が興隆し学問的方法論が整備されて、哲学はキリスト教の枠内であるにせよ発展する。アラビア語から翻訳されてヨーロッパに紹介されたアリストテレス哲学をキリスト教神学に融合させたトマス・アクィナスの業績は、ことに有名である。すでにイスラム世界で行われていたイスラム教学とアリストテレス哲学の整合性と融合に関する議論に多くその源を求められるとしても、彼が創り上げた壮大な神学大系は余人の追従を許していない。また、普遍概念は実在するのか（実念論）、名前だけなのか（唯名論）を争った普遍論争など、哲学史に残る重要な議論がこの時代に行われている。
15世紀頃より、人文主義者たちはスコラ哲学を旧弊として敵視し、キリスト教の枠から離れて思想を展開していくことになるが、キリスト教社会で長年に渡って重ねられてきた一神教的・二元論的世界観にヨーロッパ社会は永く拘束された。

### 科学への影響

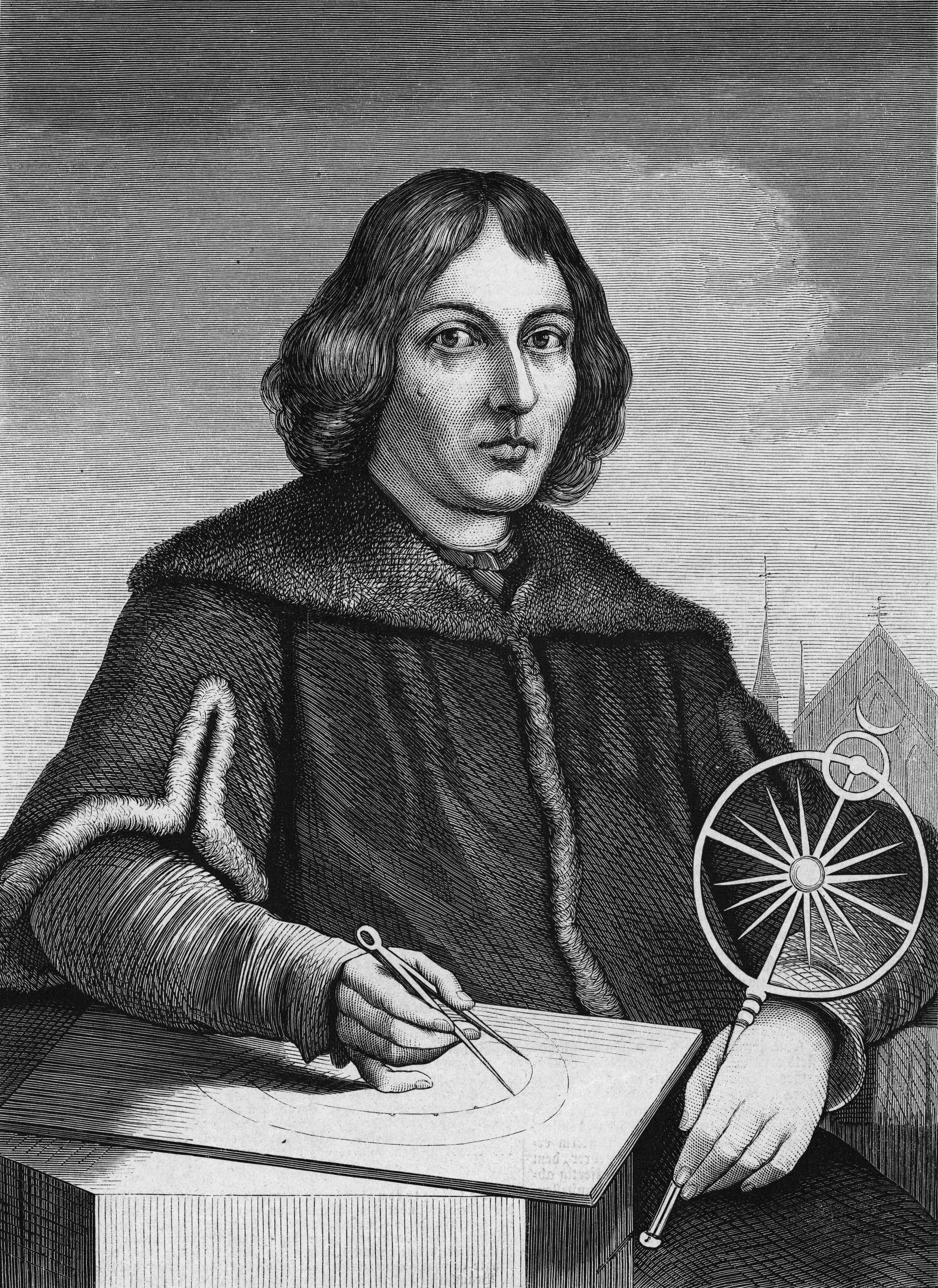
著書『天球の回転について』をローマ教皇庁に一時閲覧禁止とされたカトリック司祭コペルニクス

「scientist（科学者）」という名称がヒューウェルによって造語されて用いられ始めたのは19世紀のことだが、それは近代的な意味での「科学」を扱っていた自然哲学者を、他の自然哲学者から区別するためであった。とはいえ、科学者たちの社会的認知度・社会的地位はすぐには上がったわけではなく、それを向上させようとした科学関係者（科学者、科学史家ら）たちは、世の人々に対して、"カトリック教会に代表される旧弊因習に、科学者たちが立ち向かって近代科学を発展させてきた"という図式で、ものごとを説明したがる傾向があった。そして、そのような図式を描くためには、たいていは迫害を恐れて自説を公表しなかったコペルニクスや、ガリレオ・ガリレイの事例を、特定の視点で取り上げ、強調した。結果として、"キリスト教（カトリック）は科学に対してひたすら抑圧的であった"といったような単純化された説明が（科学関係者の文章を中心として）まことしやかに流布することになった。特に、近代科学の発展期はカトリック教会の保守化の時期と重なっていたこともあって、その観点は広く共有された。
しかし、キリスト教と科学の実際の関係はもっと豊穣で複雑なものであった。例えば科学史家村上陽一郎がヨーロッパ近代科学を支えたのはキリスト教の精神であったと指摘している。実用的かどうかはいったん度外視して「真理」自体を情熱的に追求するのがヨーロッパ近代科学の特徴であり、他地域の科学から大きく抜きん出た要因でもあるとし、それはキリスト教で培われた一神教神学への情熱がそのまま科学へ転用されたのではないかという指摘である。また、近世における科学の発展の背後には「神による啓示の書として自然界と聖書がある」というキリスト教信者としての意識があったという指摘もある。科学者達の多くもむしろ熱心な信徒であり「神の御業」を追求したものであった点は指摘されなければならない。例えば西洋近代科学の祖となった科学者たち、すなわちコペルニクス、ケプラー、ガリレオ、ニュートンらの発言からは、いずれも熱心なキリスト教信仰が認められるし、アンペールやアインシュタインなど、偉大な科学者と呼ばれた多くの人々は創造主である神の存在を信じていた。カトリック教会・聖アウグスチノ修道会の修道士かつ司祭であり、のちには修道院長も務めたグレゴール・ヨハン・メンデルは、遺伝に関する法則（メンデルの法則、1865年に報告）を発見した事で有名である。また、宇宙創生の理論であるビッグバン理論の提唱者である宇宙物理学者のジョルジュ・ルメートルはカトリックの司祭でもあった。『ネイチャー』が物理学者や数学者など1000人に行ったアンケートでは「神を信じる」との回答が39 %であった。

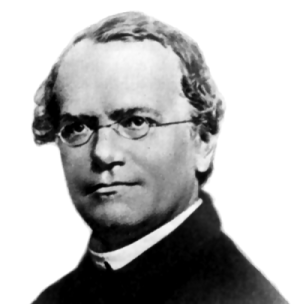
メンデル

修道院が先進技術の発展に貢献した例も多数ある。14世紀・15世紀において戦乱によって農業技術の革新が遅れていたロシアに西欧の輪作技術を導入したのは、ロシア正教会の荒野修道院群であったと考えられている。
ただし、現代において創造論と進化論や、遺伝子技術、脳科学、同性愛等の研究分野においてプロテスタントの一部に根強い聖書主義の立場やキリスト教的な生命観を受け継ぎ遺伝子工学などに反対するリベラルから、大きな反対運動が起こっており、これが科学の発展を阻害していると見ることもできる。実際に巨大な政治力と支持基盤を背景に、アメリカ合衆国の一部の州ではこれらの研究そのものを禁止する、もしくは阻害する法案や運動が存在し、裁判に発展すること（進化論裁判）も稀ではない。人が自身の常識に反することに対して、宗教を拠り所にして抑圧するという問題はキリスト教に関わらず、全ての宗教や思想、文化においても起こりえる事である。しかし、その中でもキリスト教は規模と政治力が巨大なため、しばしば世界的な問題に発展するのである。

### 生活・その他への影響
医療・病院のルーツの多くが修道院にある。旅人を宿泊させる巡礼者を歓待する修道院、巡礼教会をいうホスピス（hospice）が、がんで余命いくばくもない人が最後の時間を心やすく過ごすための施設、ホスピスに転嫁したこと、歓待（hospitality）が、病院（hospital）の語源でもあることはあまり知られていない。
修道院でリキュール（薬草酒として発達した面もある）が製造されているのもこうした医療行為に由来し、今日でも多くのリキュール・ワイン・ビールといったアルコール類が一部の修道院で醸造されている（ワインはミサ・聖餐式・聖体礼儀用でもある）。これらの酒類の中には、シャルトリューズなど有名なブランドとなっているものも珍しく無い。
また、アイプス会といったキリスト教の教義を一部採用した友愛団体も存在する。

### キリスト教に起源を持つ諺や慣用句
- 笛ふけど踊らず（マタ1:17、ルカ7:32）
- 人はパンのみにて生きるにあらず（申命8:3、マタ4:4、ルカ4:4）
- 地の塩、世の光（マタ5:13-16、マコ9:48-50、ルカ14:34-35）
- 目には目を、歯には歯を（出エ21:24-25。ただし、この言葉はさらに古くハンムラビ法典に遡れる）
- 右の頬を打たれたら、左の頬をも差し出しなさい（マタ5:39）
- 豚に真珠（マタ7:6）
- 求めよ、さらば、与えられん（マタ7:7）
- 狭き門より入れ（マタ7:13）
- 羊の皮を被った狼（マタ7:15）
- 砂上の楼閣（マタ7:26、ルカ6:49）
- カエサルのものはカエサルに（マタ 22:17-21、マコ12:14-17、ルカ 20:22-25）なお、当時のカエサル（ローマ皇帝の称号）はティベリウスである。
- 善きサマリア人の法（善きサマリア人のたとえ、ルカ10:25-37）
- 目から鱗（使徒9:18）
- 働かざる者食うべからず（2テサ3:10）
- クレタ人のパラドックス（テト1:12）
- 獣の数字（黙13:18）
- ハルマゲドン（黙16:16）
- 三位一体
- アーメン
- ハレルヤ
- 美術の題材としてメメント・モリ、ヴァニタス、死の舞踏、トランジ、エマオ（ルカ24:13-3）、落穂拾い（レビ19:9-10、ルツ）
- 英語の間投詞として「God bless you」、「Oh my God」、「Jesus」など。
- 文学作品のタイトル
  - 『エデンの東』（創4:16）、『怒りの葡萄』（黙14:10）ジョン・スタインベック著。なお「怒りの葡萄」はリパブリック賛歌の歌詞でも使われている。
  - 『クォ・ヴァディス』（（主よ）、どこに行かれるのですか。ヨハ13:36）。ヘンリク・シェンキェヴィチ著
  - 『この人を見よ』（エッケ・ホモ。ヨハ19:5）、『アンチ・クリスト』（反キリスト、1ヨハ2:18、2:22、4:3、2ヨハ1:7）フリードリヒ・ニーチェ著
  - 『メトセラへ還れ』（メトシェラ。創5:21） ジョージ・バーナード・ショウ著
- その他
  - 牧師でもあったマーティン・ルーサー・キング・ジュニアの演説「I Have a Dream」では詩30:5、アモ5:24、イザ40:4-5が引用されている。

## キリスト教に基づくとされている習俗
キリスト教は独自の典礼暦を用いて教義に基づく祭礼を行い、またそれによって信者の生活を規定するが、一方で各地の習俗と融合した教義と無関係な慣習も多く見られる。以下に、現代の日本でキリスト教に基づくものと一般に理解されている習俗を取り上げキリスト教との関係などを概説する。この他にも、日本では一般的ではない習俗は多数存在している。クリスマス前のアドベント（待降節）、公現祭、謝肉祭（カーニバル）、灰の水曜日、枝の主日/聖枝祭、ペンテコステ（聖霊降臨祭）、大勢の聖人の祝日や記念日、また四旬節/大斎や曜日を定めての節制などがある。これらに関しては教会暦を参照されたい。

### クリスマス

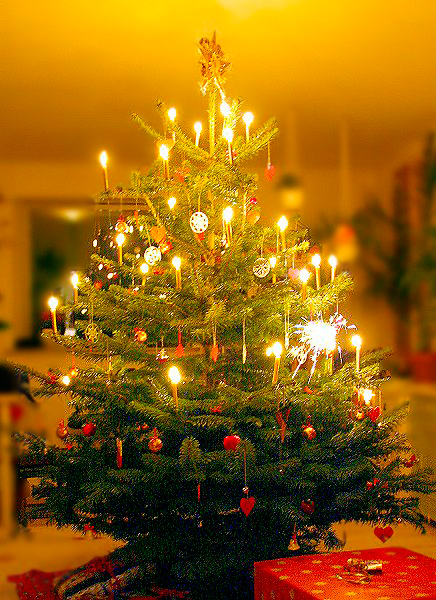
クリスマスツリー

ツァドク暦の祝祭日ではない。クリスマス（降誕祭）はイエス・キリストの生誕を祝う記念日であるが、正解なイエスの誕生日は今なお不明である。ローマ帝国時代、ミトラ教の冬至の祭りがキリスト教に取り入れられたと考えられている。この祭りは西方で始まり、12月25日に行われた。一方、東方では、元来、キリストの生誕は洗礼とともに1月6日に祝われていたが、4世紀には次第に12月25日が生誕を祝う日として定着していく。ヨハネス・クリュソストモスは12月25日をクリスマスとすることを支持した386年の説教で、この祭りをローマの習慣であるとし、アンティオキアでは10年前から始まったとしている。
また、クリスマスに付随する習俗の多くは、キリスト教の教義とは無関係であり、キリスト教が布教されるにあたって土着の習俗を飲み込んでいったことを物語る。たとえばクリスマスツリーを飾る習慣は15世紀に南ドイツで現れ、ハノーヴァー朝とともにイギリスに渡り、そこからキリスト教社会に広がったものである。サンタクロースは聖ニコラスの伝説や、イギリスの Father Christmass の伝承などを基礎に、ニューヨークの百貨店が19世紀に作り上げ、世界中に広まったキャラクターである。

### 復活祭（イースター）

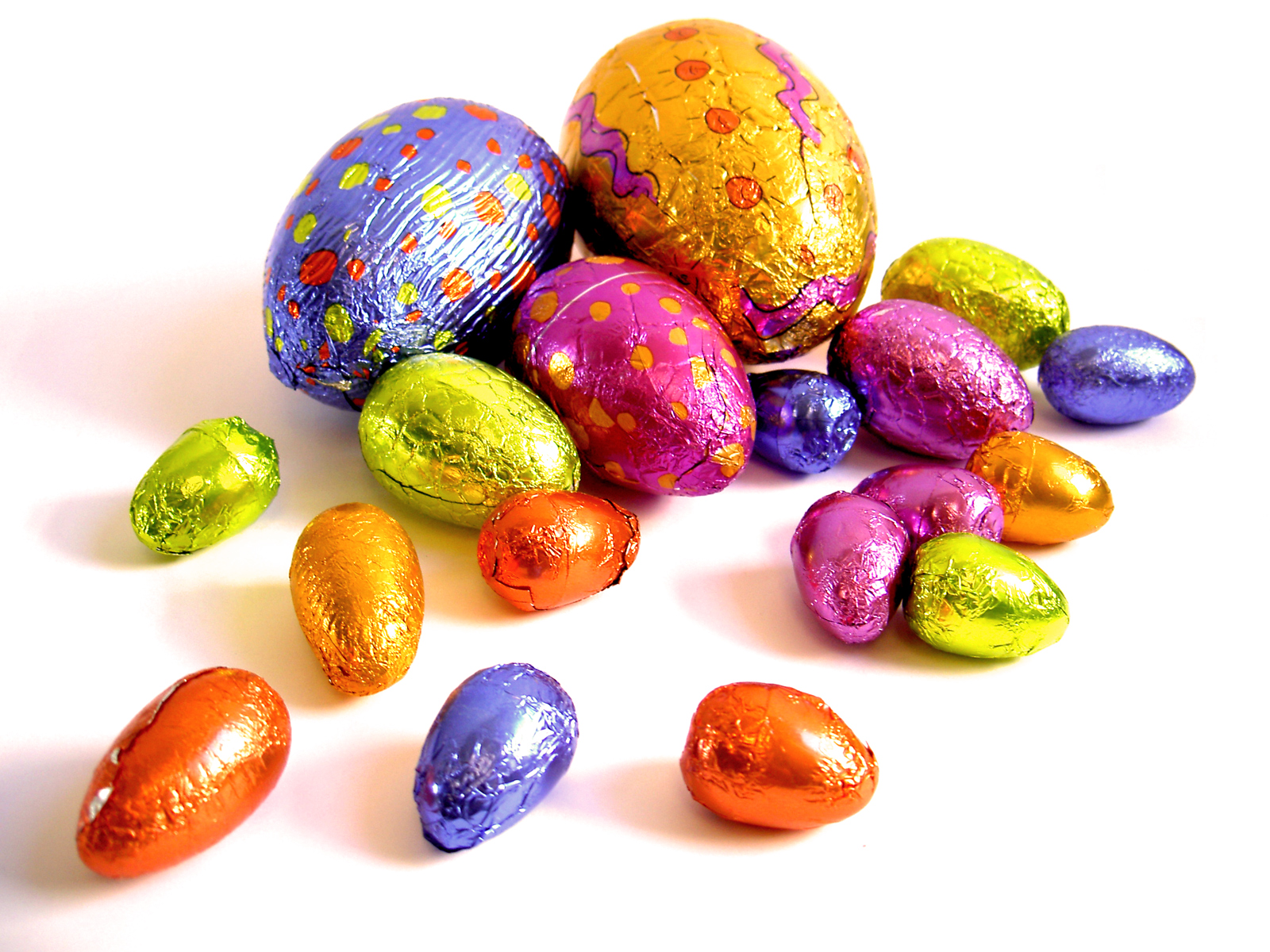
チョコレートのイースターエッグ

ツァドク暦の祝祭日ではない。復活祭（イースター、復活大祭、パスハ）はイエス・キリストの復活を祝うキリスト教最大の祝祭日であり、かつ最古に成立した祭のひとつである。西方教会における現在の習慣にはゲルマン民族の春の祭りの影響が指摘されている。色をつけた卵（イースターエッグ）を配るなどの習俗がそれに該当する。なおユダヤ教の過ぎ越しにも、ゆで卵を食べる習慣があり（塩水に入れた卵を紅海を渡るユダヤ人に見立てる）、ゆで卵の習慣はユダヤ由来であるとする説もある。

### 結婚式

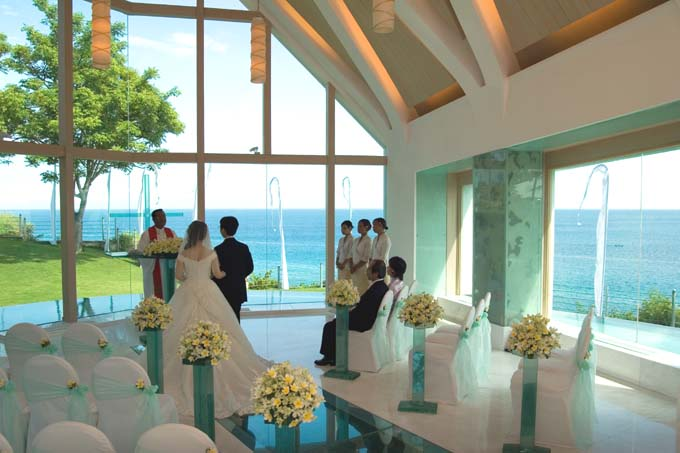
「教会式」結婚式

宗教改革以前から存在する教会では、婚姻は7つの秘跡（機密）のうちの一つとして位置づけられている。世俗婚とは別に、同教派の信者同士の結婚式は教会の典礼として行われる。結婚する当事者の片方あるいは両方が信者でない場合、カトリック教会では典礼は略式化され、東方教会・正教会では奉神礼の執行そのものを拒否される場合がある。非信者同士の結婚式を引き受けるかどうかは教派・教会によって異なり、キリスト教に触れる良い機会であるとして受け入れる立場と、それは教会や聖職者の仕事ではないとして受け入れない立場が両方存在する。プロテスタントにおける結婚は、カトリックの秘跡に相当する聖礼典には含まれない（そのため、聖礼典執行資格のない伝道師など下位教職でもこれを行うことが出来る）。ただし、人生の節目であることに違いはなく、新たに結婚する二人を祝福する。
キリスト教式の結婚式では、「誓いのキス」が必須であると思われることがときにあるが、西方教会主要教派の典礼は基本的にそのようなものを含まないことが多い。ただし、正教会では婚配機密の最後にキスをする。
現代の日本では、結婚式をキリスト教のスタイルで行うことが盛んになっている。結婚式場などに併設されたチャペルで派遣業者から斡旋された「牧師」の下に司式されることが多い。そういった司式者の資格やその下に挙行された結婚式の有効性についての議論も存在する。

### バレンタインデー
西方教会地域の一部には、男女の愛の誓いの日として2月14日に親しい男女間で贈り物をする習慣がある。これもキリスト教の教義には根拠がなく、もともとはローマ帝国時代の女神ユノの祝日が起源であり、それが後になって殉教聖人のバレンタインに結び付けられたとみられる。
日本には製菓会社が盛んにプロモーションを行って女性から男性へチョコレートを贈る習慣が定着し、1990年代ごろから他の業界も積極的に販売政策に利用した。俳句の季語にもある、なじみのある行事となっている。

## キリスト教が影響した出来事

### 国教としての唯一神教関連
- 1096年、民衆十字軍は東上の途中でユダヤ人を各地で虐殺した。この詳細については十字軍#民衆十字軍を参照。
- 1096年 - 1099年、第1回十字軍はイスラム教徒やユダヤ教徒の虐殺と略奪を行う。この詳細については十字軍#第1回十字軍を参照。
- 1107年 - 1110年、ノルウェー十字軍は聖地へと航海をする途上、各地でイスラム勢力と交戦・略奪を繰り返す。この詳細についてはノルウェー十字軍を参照。
- 1198年　北方十字軍。1193年に教皇はバルト海沿岸の異教徒に対する十字軍を布告し、1198年に十字軍の使節団がリヴォニア（現在のラトビアのリガ湾に囲まれたところ）に上陸した。この詳細については北方十字軍を参照。
- 1204年、第4回十字軍おいては、当初の目的であった聖地には向かわず、同じキリスト教国であった東ローマ帝国を攻略し、ギリシア人住民2000人以上が死亡した。この詳細については　第4回十字軍、コンスタンティノープル包囲戦（1204年）を参照。
- 1493年、コロンブスの率いるスペイン軍は、数か月で5万人以上のインディアンを殺害した。以後10年間にわたり毎回数千人の住民を殺害する。この詳細についてはクリストファー・コロンブス#1493年を参照。
- 1533年、スペイン人のコンキスタドールにインカ帝国は滅ぼされる。この詳細についてはインカ帝国を参照。
- 1521年エルナン・コルテスはメキシコ高原にあったアステカ帝国を征服した。この詳細についてはアステカ#滅亡を参照。アステカ帝国の征服前の人口はおよそ1100万人であったと推測されるが、1600年の人口調査では、先住民の人口は100万程度になっていた。この詳細についてはアステカ#植民地時代の人口減少を参照。
- ヨーロッパ諸国によるアメリカ大陸への入植。この詳細についてはイギリスによるアメリカ大陸の植民地化、および、フランスによるアメリカ大陸の植民地化を参照。

### 正統派信仰と異端信仰関連
- 1309年、貧者十字軍は、各地で強盗掠奪騒動を起こした。この詳細については、貧者十字軍を参照。
- 1209年 - 1215年、アルビジョア十字軍は約1万人の住民をアルビ派であるか否かにかかわらず無差別に殺戮した。この詳細については、アルビジョア十字軍#初期を参照。
- 1633年、地動説を唱えたガリレオは有罪となる。地球が動くという説を放棄する旨が書かれた異端誓絶文を、ガリレオは読み上げた[注釈 32]。この詳細については、ガリレオ・ガリレイ#第2回の裁判を参照[注釈 33]。